# Большая Чада
Большая Чада — озеро (ильмень) в Лиманском районе Астраханской области. Относится к дельте Волги. Входит в водную систему западных подстепных ильменей.
Относится к Нижне-Волжскому бассейновому округу. Согласно данным государственного водного реестра площадь ильменя — 14,7 км².

## Физико-географическая характеристика
Ильмень расположен в пределах ильменно-бугровой равнины, прилегающей с запада к Волга (рукаву Бахтемир), к северу от ильменя расположен посёлок Прикаспийский. Озеро занимает межбугровое понижение и, следуя ландшафту местности, имеет серпообразную форму, общая протяжённость с севера на юг более чем на 5,5 км, с запада на восток до 2,6 км. Берега заболочены. Средняя глубина — 1,2 м.
К юго-востоку от ильменя расположены посёлки Баста и Оля.
Ильмень является проточным. На юго-востоке сообщается с рекой Бахтемир на западе — ильменем Малая Чада.